# Gare Jean-Lebas Roubaix (métro de Lille)
La station Gare Jean-Lebas Roubaix  est une station de la ligne 2 du métro de Lille, située à Roubaix. Inaugurée le 18 août 1999, la station permet de desservir la gare de Roubaix.
Jusqu'au 6 mars 2017, la station s'appelait Gare - Jean-Lebas.

## Situation

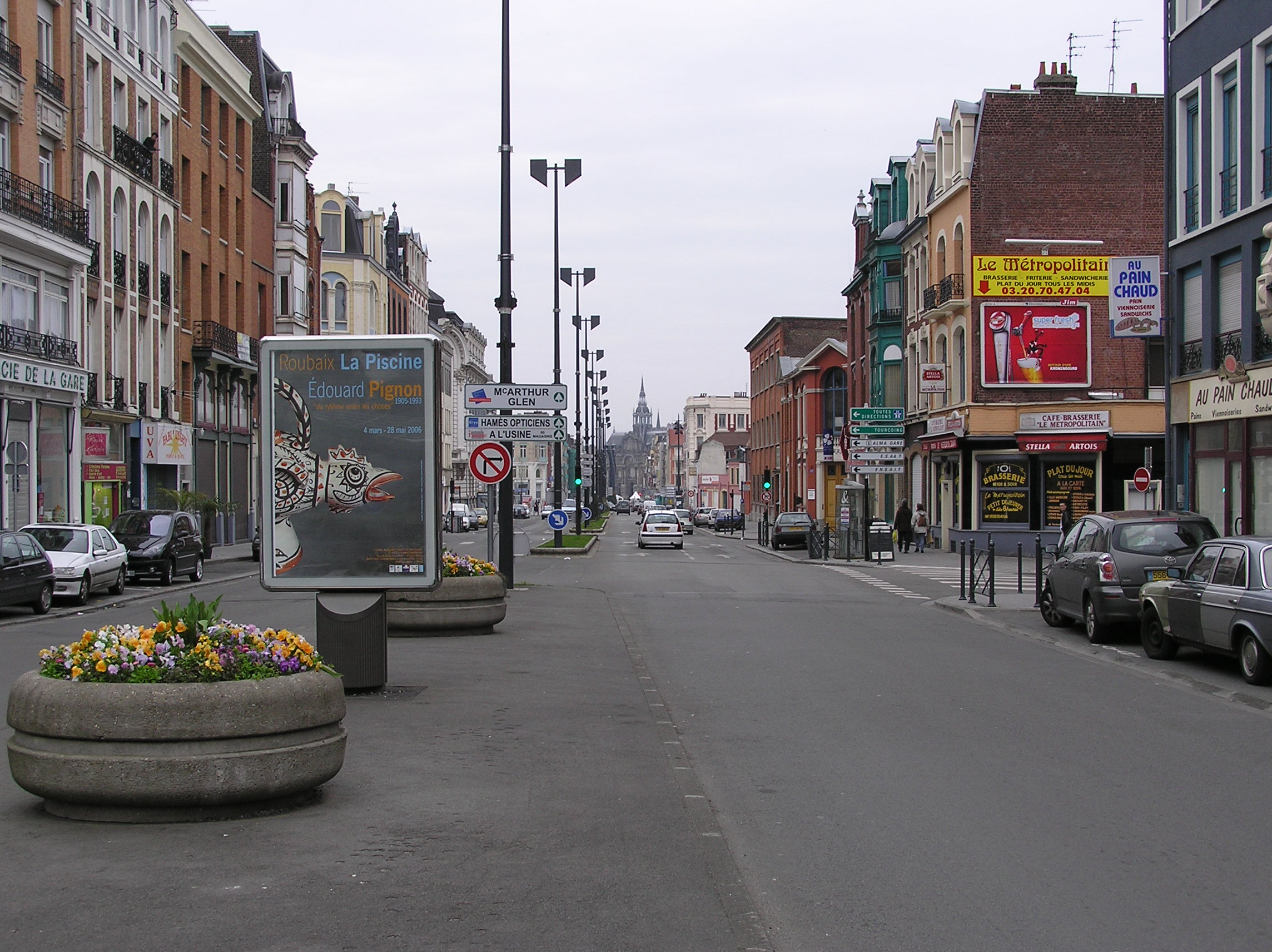
L'avenue Jean-Lebas de Roubaix en face de la gare.

La station se situe sous l'avenue Jean-Lebas à Roubaix devant la gare. Elle dessert le quartier Anseele - Centre - Nations unies - Crouy - Espérance.
Elle est située sur la ligne 2 entre les stations Roubaix - Grand-Place et Alsace - Plaine Images, toutes deux à Roubaix.

## Histoire
La station de métro est inaugurée le 18 août 1999. Elle doit son nom à l'avenue Jean-Lebas et à la gare de Roubaix, que la station dessert.

## Services aux voyageurs

### Accueil et accès
La station est l'œuvre de Jean-Charles Huet.
Elle est bâtie sur trois niveaux et comporte un accès puis un ascenseur en surface.
- niveau - 1 : salle des billets ;
- niveau - 2 : niveau intermédiaire permettant de choisir la direction du trajet ;
- niveau - 3 : voies centrales et quais opposés.

### Intermodalité
Du fait de la proximité avec la gare de Roubaix, la station est desservie par les TER Hauts-de-France et par des TGV reliant la gare de Tourcoing à celle de Paris-Nord. De plus, la station est desservie par les lignes de bus 30, 33, CIT5 et Z6 du réseau Ilévia.

## À proximité
- Gare de Roubaix
- Musée La Piscine
- Campus de la gare de Roubaix de l'Université de Lille (IUT, LEA, IAE)